# Флёри, Эмиль Феликс
Эмиль Феликс Флёри (1815—1884) — французский генерал и дипломат.
С 1837 г. служил в Алжире, был много раз серьёзно ранен. После Февральской революции он вернулся во Францию и стал в ряды сторонников Луи-Наполеона; был деятельным участником государственного переворота 2 декабря 1851 г.
В 1862 г. назначен первым императорским шталмейстером. В 1865 г. получил звание сенатора; в 1866 г. назначен посланником в Италию, в 1869 г. — в Россию. В Петербурге делал попытки привлечь Россию к союзу с Францией против Пруссии, но неудачно. После падения Наполеона вышел в отставку.
Эмиль Феликс Флёри послужил для Марселя Пруста одним из прототипов дипломата (бывшего посла) маркиза де Норпуа в цикле романов «В поисках утраченного времени» (1913—1927).